# Becsehely, Zala
Becsehely  este un sat în districtul Letenye, județul Zala, Ungaria, având o populație de 2.185 de locuitori (2011). 

## Demografie
Componența etnică a satului Becsehely
     Maghiari (91,51%)
     Romi (4,38%)
     Croați (3,63%)
     Necunoscut (0,14%)
     Alții (0,33%)
Componența confesională a satului Becsehely
     Fără religie (2,93%)
     Necunoscută (95,51%)
     Alte religii (1,74%)
Conform recensământului din 2011, satul Becsehely avea 2.185 de locuitori. Din punct de vedere etnic, majoritatea locuitorilor (91,51%) erau maghiari, existând și minorități de romi (4,38%) și croați (3,63%). Apartenența etnică nu este cunoscută în cazul a 0,14% din locuitori. Nu există o religie majoritară, locuitorii fiind  și persoane fără religie (2,93%). Pentru 95,51% din locuitori nu este cunoscută apartenența confesională.